# 감정과다 양식
감정과다 양식(感情過多樣式, Empfindsamer Stil) 또는 다감양식이란 1740년에서 1780년경, 북부 독일의 작곡가를 중심으로 일어난 '진실하고 자연스런' 감정 표현을 추구하여 생겨난 로맨틱한 색채가 짙은 양식이다. 특히 요한 아돌프 하세나 카를 필리프 에마누엘 바흐의 동적인 대조나 칸타빌레한 멜로디가 풍부한 작품을 말한다.

## 주요 작곡가
- 니콜라 포르포라(1686-1768)
- 조반니 알베르토 리스토리(1692-1753)
- 주세페 타르티니
- 레오나르도 레오(1694-1744)
- 요한 아돌프 하세(1699-1783)
- 카를 하인리히 그라운
- 카를 필리프 에마누엘 바흐
- 요한 요아힘 크반츠(1697-1773)
- 프란츠 벤다
- 라이히아르트(1752-1814)

## 같이 보기
- 슈투름 운트 드랑
- 갤런트 양식
- 징슈필